# (189396) Sielewicz
(189396) Sielewicz – planetoida z głównego pasa planetoid okrążająca Słońce w ciągu 4,48 lat w średniej odległości 2,72 au. Odkryli ją Kazimieras Černis i Justas Zdanavičius 2 maja 2008 roku w obserwatorium Moletai. Nazwa planetoidy pochodzi od Henryka Sielewicza (ur. 1949) – litewskiego astronoma amatora narodowości polskiej.